# Kostel svatého Martina (Rovečné)
Kostel svatého Martina v Rovečném je římskokatolický kostel zasvěcený sv. Martinovi. Je farním kostelem farnosti Rovečné. Je chráněn jako kulturní památka.

## Historie
Barokní kostel byl zbudován roku 1721 na místě staršího kostela.

## Vybavení
V kněžišti se nachází hlavní oltář se svatostánkem a s oltářním obrazem sv. Martina. Stěny zdobí malovaná křížová cesta. Ve věži je zavěšen zvon z roku 1547. Nad vchodem zvenku je zavěšen dřevěný misijní kříž. Mezi další vybavení zde patří dřevěné lavice nebo kazatelna.

## Exteriér
Kostel stojí uprostřed místního hřbitova, který je spolu s kostelem, márnicí, ohradní zdí, vstupní bránou a před ní stojícím litinovým křížem z 19. století památkově chráněn. Kostel zde v obci není jediný, neboť nedaleko stojí evangelický kostel, který je taktéž obklopen hřbitovem.

## Galerie

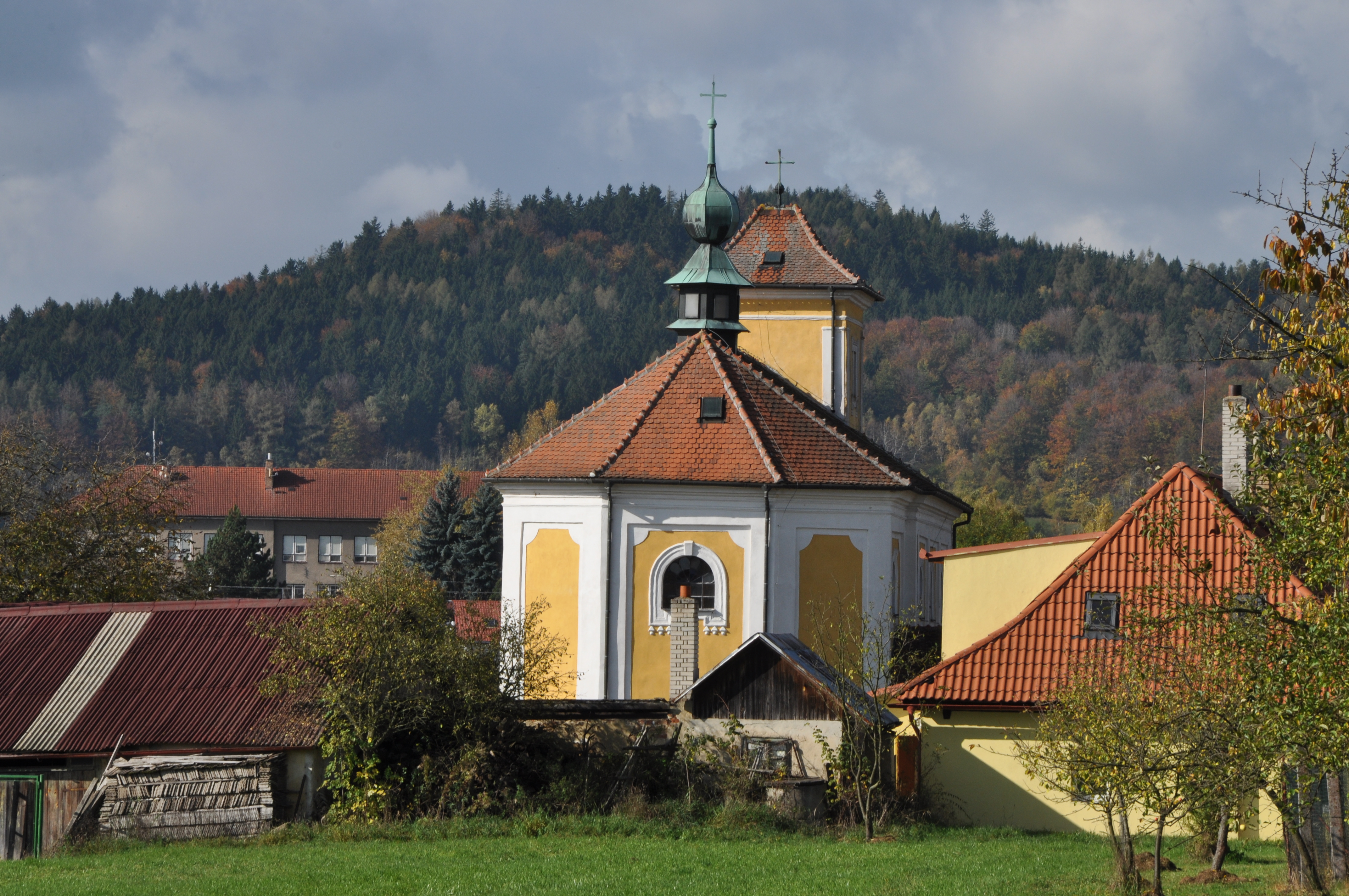
Pohled na kostel zezadu
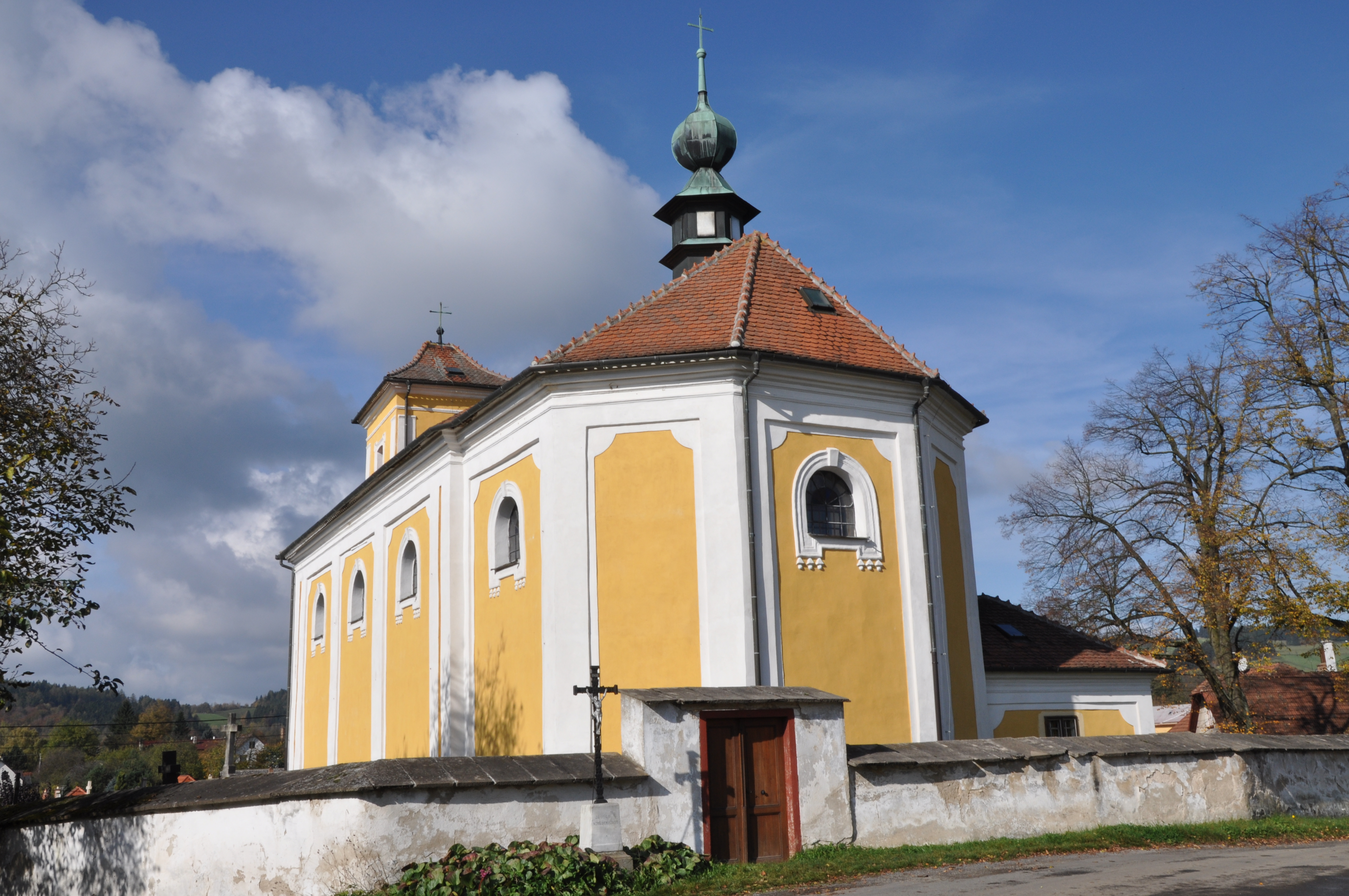
Pohled na kostel zezadu
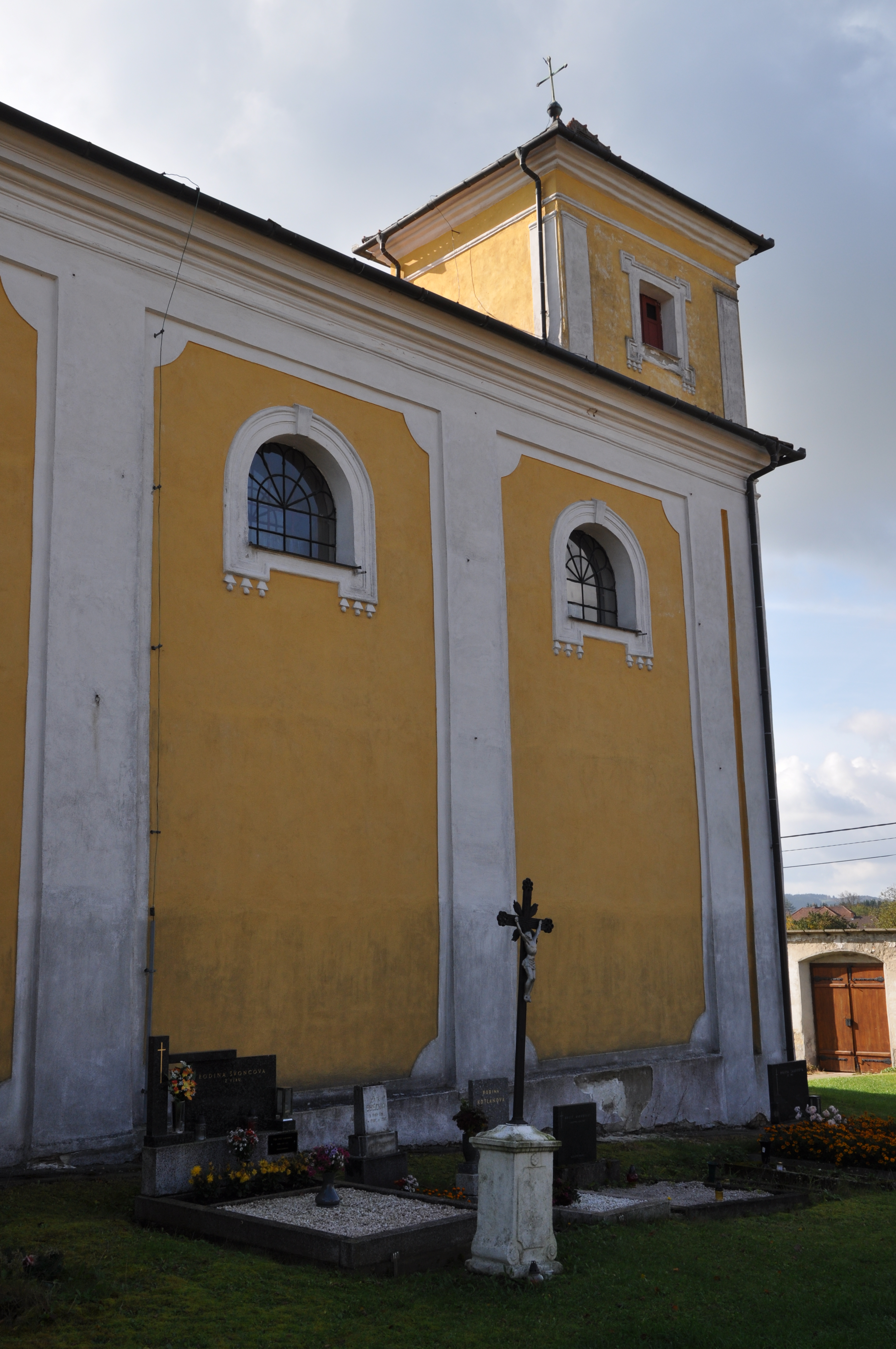
Pohled na kostel z boku
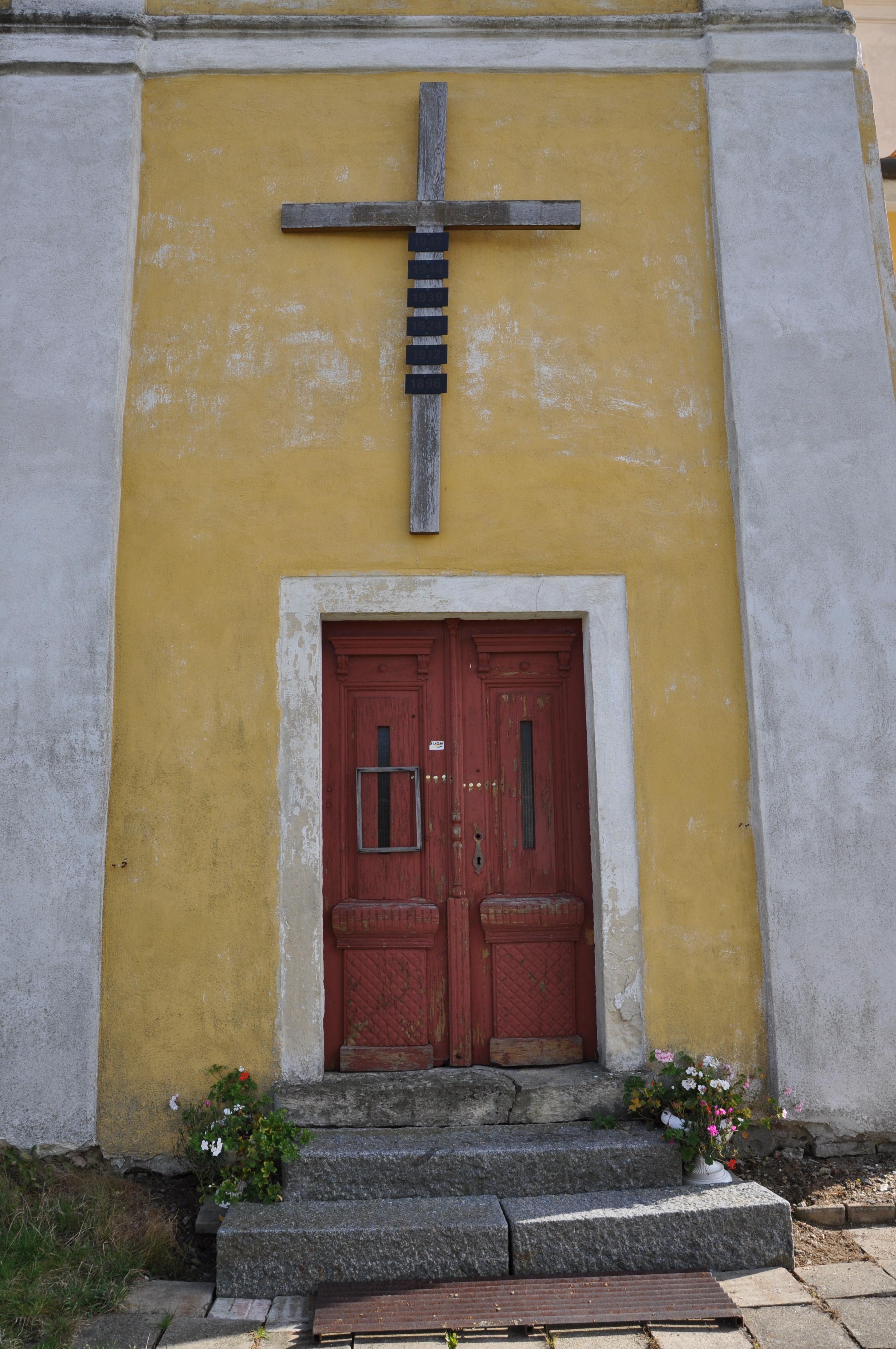
Vchod do kostela, nad nímž visí misijní kříž
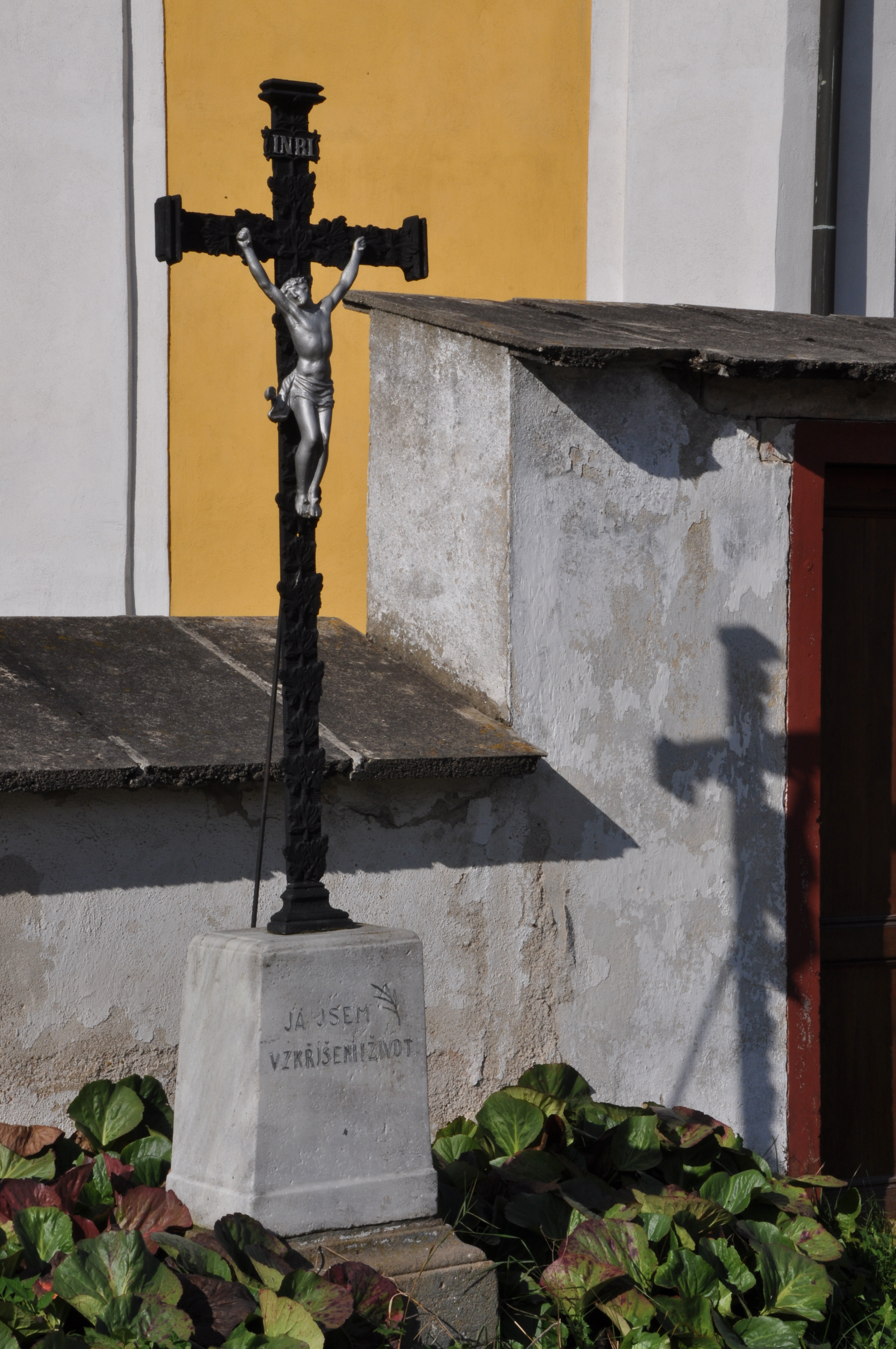
Litinový kříž před hřbitovem
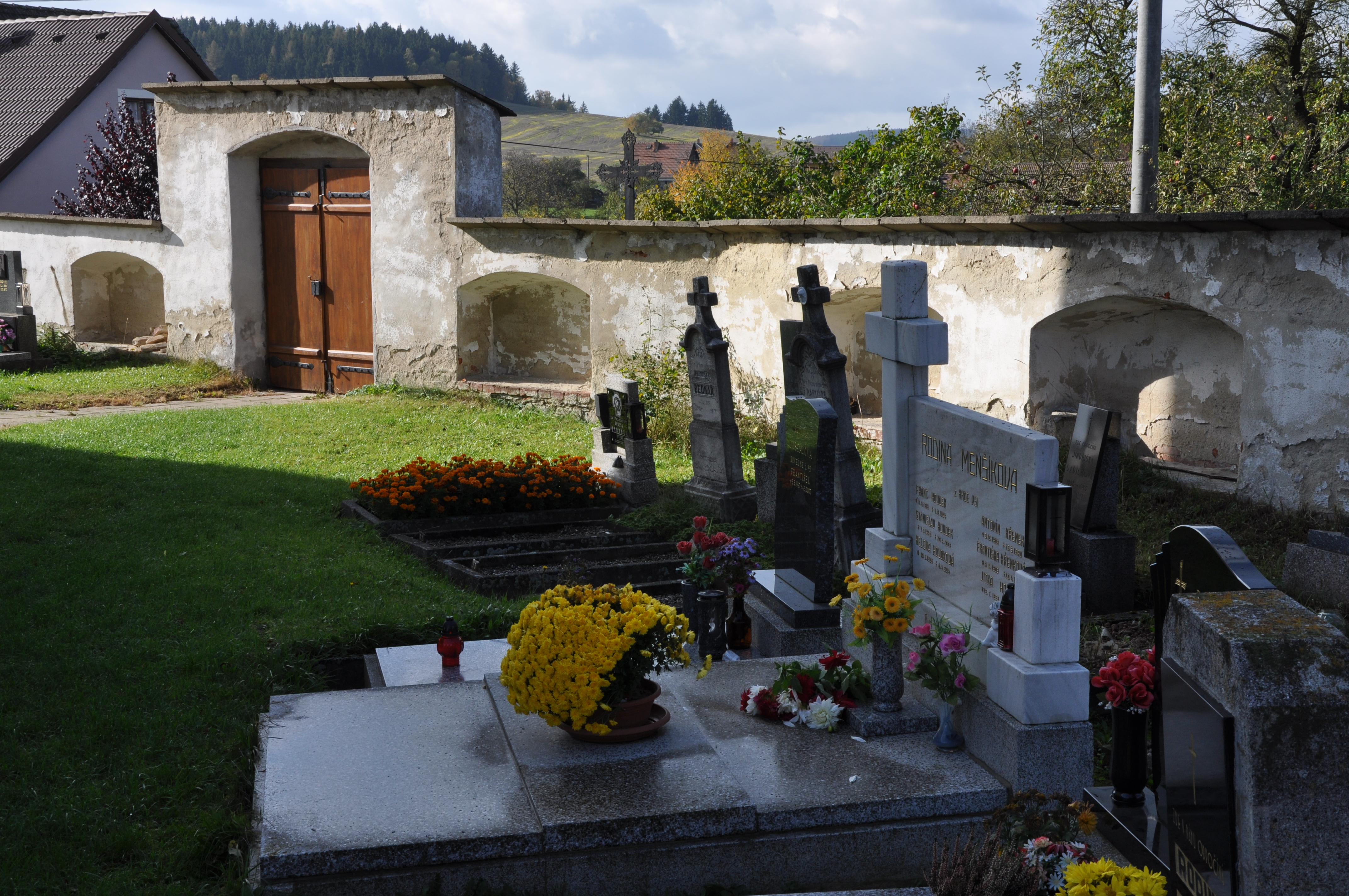
Hřbitov u kostela